# Даґва
Даґва (груз. დაგვა) — село в Грузії.
За даними перепису населення 2014 року в селі проживає 2032 осіб.